# Route 59 (Islande)
Pour les articles homonymes, voir Route 59.
La Route 59 (Þjóðvegur 59) ou Laxárdalsvegur est une route islandaise qui relie les communes de Búðardalur et de Borðeyri.

## Trajet
- Route 60
- Route 61